# Sonido directo
El sonido directo es aquel que proviene de su fuente sin ningún tipo de intermediación. En cinematografía, la grabación del sonido directo consiste en la captura de éste en el mismo momento en que se rueda una escena. Estos elementos sonoros pueden ser utilizados o no en el montaje, aunque no pueden ser creados en producción. En un concierto, la voz en directo hace referencia al sonido directo, es decir, indica la ausencia de edición en ella: el sonido proviene de su emisor en el mismo momento.
Las tomas de sonido directo serán posteriormente usadas en estudio para ser combinadas con doblajes, música, efectos especiales...

## Sistemas de grabación
Los sistemas utilizados son totalmente digitales. Los más populares son el DAT y el ADAT, ya que son transportables.
Los DAT grabadores digitales de dos pistas simultáneas, los ADAT pueden registrar 8 pistas ampliable mediante la sincronización de grabadores. Estos últimos se utilizarán en secuencias en que se utilizan varios micrófonos.

## Grabación de sonido directo en el cine
La grabación de una secuencia combina el registro de imagen y sonido. El sonido directo lo constituyen el ambiente y las voces de los actores. Supone un proceso bastante crítico, dado que de haber algún defecto en la toma de sonido durante la grabación de la escena, ésta deberá repetirse, ya que el sonido e imagen directos se toman en el mismo momento. 

### Elementos para la grabación[2]
El elemento fundamental para la recepción y almacenamiento del sonido es el micrófono. Aunque existen otros complementos:
- Complementación mediante otros micrófonos.

- Pértigas.

- Fuente de preamplificación o mesa de mezclas.
- Grabador multipista.
- Cortavientos
- Un sistema de monitorización (auriculares).
- Cables de conexión.